# Veículo de lançamento médio
Um veículo de lançamento de levantamento médio ou MLV (em inglês) é um veículo de lançamento de foguete capaz de elevar entre 2.000 a 20.000 kg de carga útil em baixa órbita terrestre (LEO).  Um MLV é entre veículos lançadores de pequena carga e veículos pesados de lançamento.

## Galeria

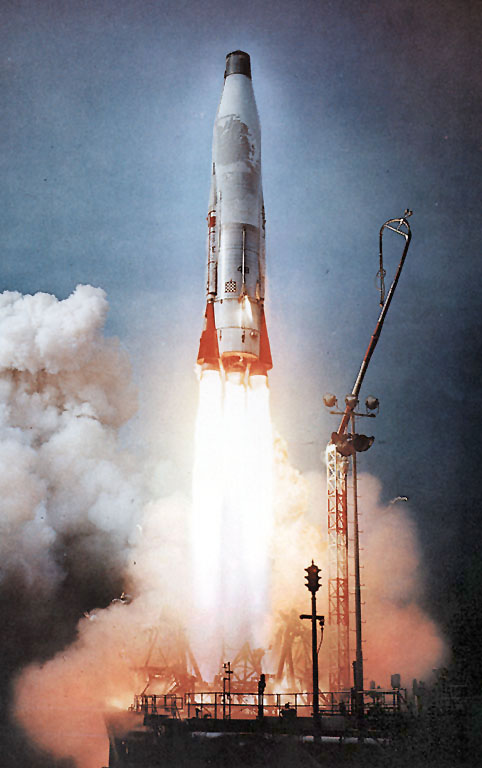
Lançamento de um míssil balístico intercontinental Atlas B
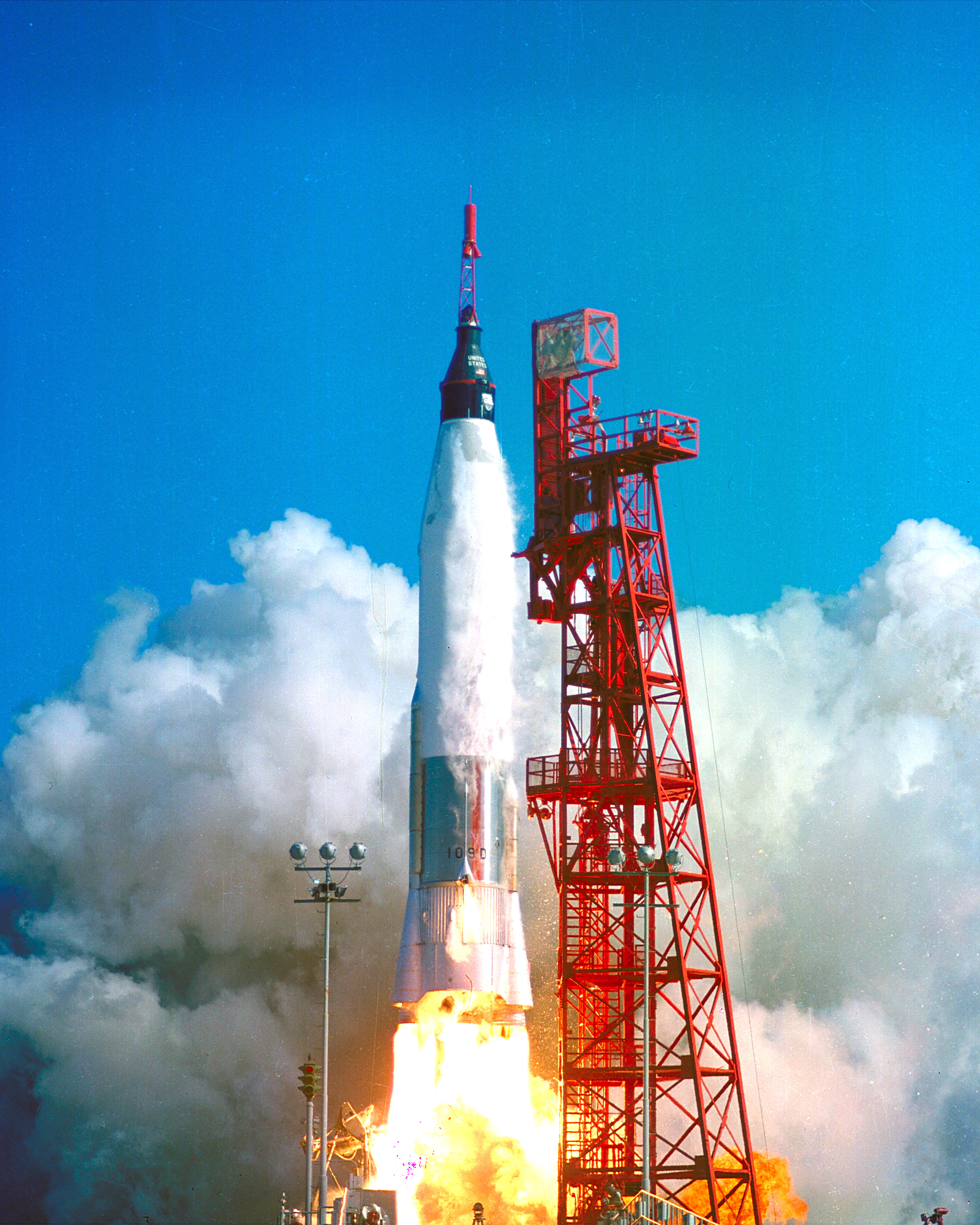
Lançamento do primeiro vôo espacial orbital tripulado americano Atlas e Friendship 7
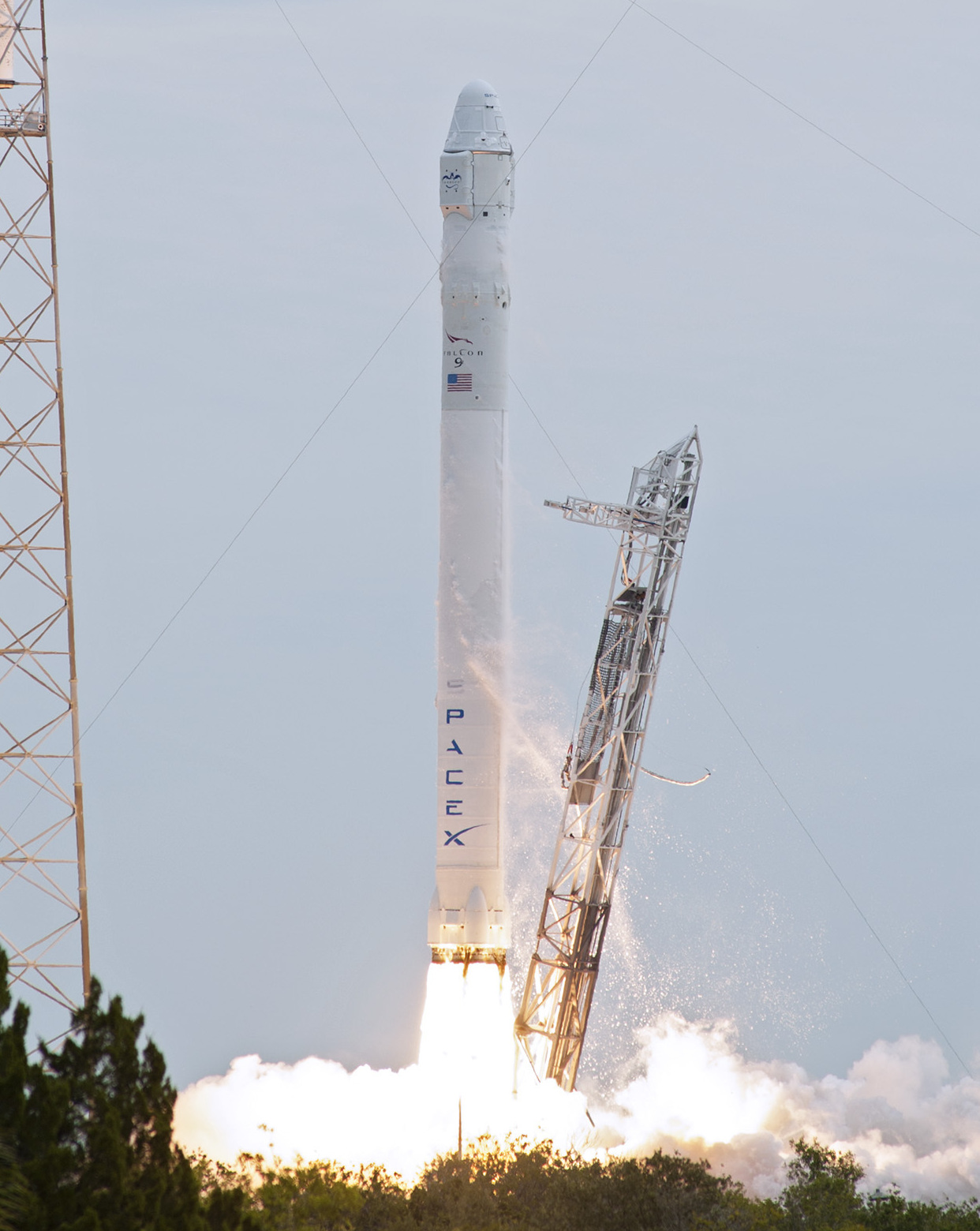
Um Falcon 9 v1.0 é lançado com uma nave não anexada Dragon spacecraft, 2012
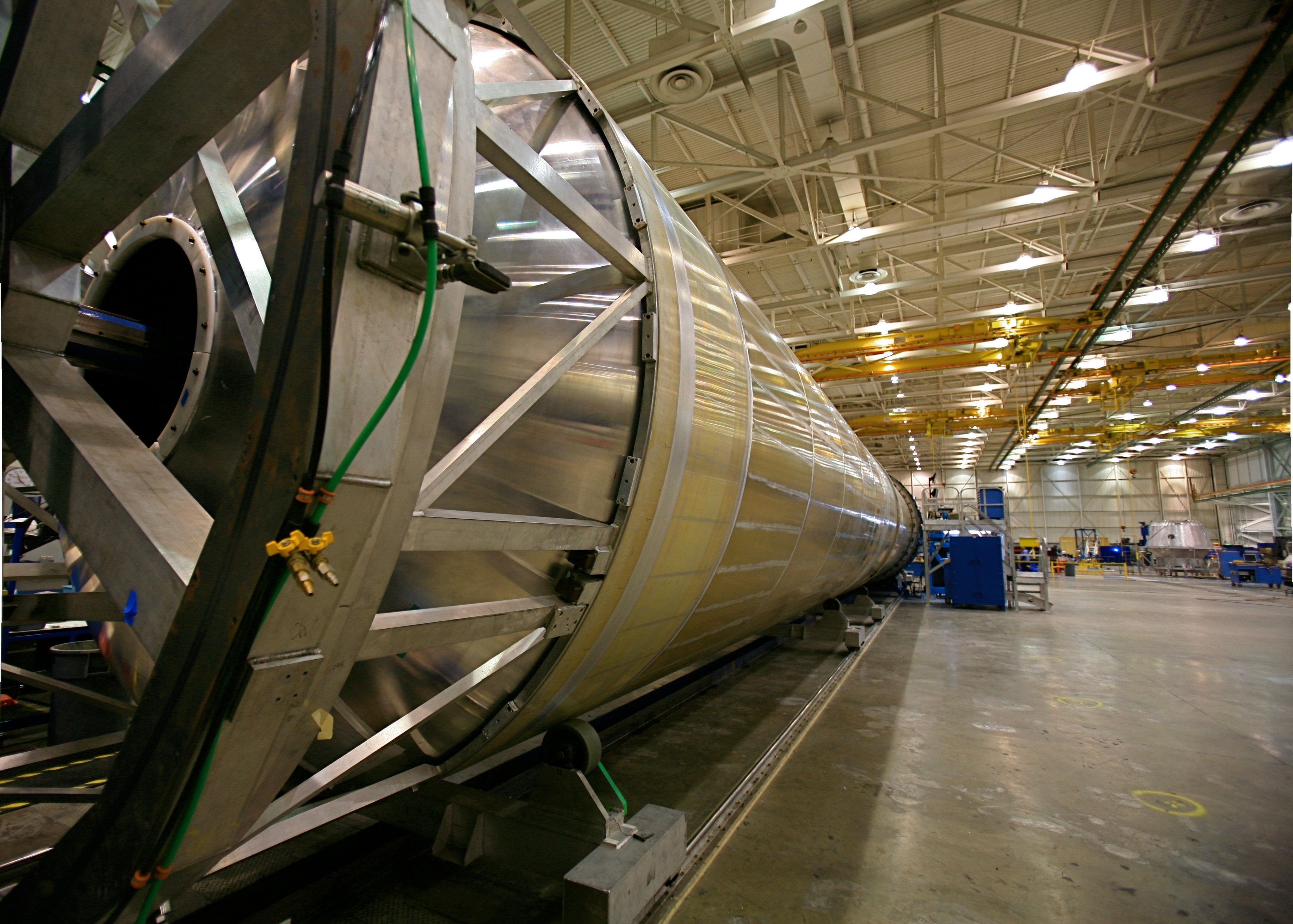
Tanque auxiliar Falcon 9 na fábrica da SpaceX, 2008